# 郭玉峰 (1970年)
郭玉峰（1970年1月—），男，蒙古族，中华人民共和国政治人物，内蒙古赤峰人，大学学历，内蒙古民族师范学院汉语言文学专业毕业，1996年6月加入中国共产党，1991年7月参加工作。

## 人物经历
郭玉峰曾担任中共通辽市委副书记、市人民政府市长，2023年1月，转任内蒙古自治区住建厅党组书记、厅长。